# アンブレイカブル
『アンブレイカブル』（Unbreakable）は、2000年公開のアメリカ合衆国のサスペンス映画。『シックス・センス』に続いて、M・ナイト・シャマラン監督、ブルース・ウィリス主演のSFサスペンス映画。タイトルのアンブレイカブルは直訳で「破壊不可能」、主人公の性質を指している。キャッチ・コピーは「真実を知る覚悟はあるか」。
公開当初は単独作品であったが、後に2016年公開の『スプリット』において、本作と共通した世界であることがエピローグで明かされた。その後、2019年公開の『ミスター・ガラス』と合わせ三部作のシリーズものになっている。

## ストーリー
フィラデルフィアで乗客131人が死亡するという悲惨な列車事故が起きた。その中で、アメフト会場のしがない中年警備員のデヴィッドはかすり傷1つ負わずに唯一生き残る。ある日彼の元に、イライジャと名乗る人物から手紙が届き、デヴィッドは会いにいく。
漫画のコレクターであり、漫画関連の画商をしているイライジャは、些細なことでも骨折してしまう骨形成不全症という難病を持って生まれ、今まで何十回と骨折してきた男だった。そのような病気を持つため、彼は外出しにくく、漫画にはまるようになって今ではそれを生業にしているということだった。そのような生涯から、彼は体の脆い自分とは対極に位置する病気も怪我もしない頑強な人間が存在するはずだと考え、それは漫画(アメリカン・コミックス)のヒーローのようであると信じていた。
デヴィッドと出会ったイライジャは、その自分の考えをデヴィッドに伝えるが、デヴィッドは信じない上に、大学時代に交通事故で怪我をし、アメフトの選手生命を断たれたことを話す。しかし逆にイライジャはデヴィッドこそ自分が探し求めていたヒーローであると確信する。
イライジャの考えを否定したデヴィッドだったが、思い当たる節はいくつもあった。大学時代の怪我も実は当時付き合っていたオードリーと結婚するための嘘で、今までまったく怪我や病気をしたことがなかった。さらに、イライジャと出会って以来、それまで気のせいだと思っていた、無意識のうちに危険人物を察知する能力を自覚し、そのほかにも驚異的な筋力など、イライジャが言うヒーローの能力を持っていた。愛する妻子との関わりを通して自分の力を確信したデヴィッドは、雑踏の中からまったく面識もない（事件すら発覚していない）少女暴行監禁犯をその能力で見つけ出して、唯一の弱点である「水」による危機に陥りながらも倒し被害者を助け出す。そしてメディアは謎のヒーローの話題で持ちきりになる。
デヴィッドは、イライジャに感謝の意を伝えるため、彼のギャラリーに訪れる。しかし、そこで初めてイライジャの体に触れたデヴィッドは、実はヒーローを探し出すために、イライジャがフィラデルフィアの列車事故を始めとする数々の大規模事故を仕組んでいたことを知る。メディアに「Mr.ガラス」と名付けられたイライジャはデヴィッドの通報により逮捕され、精神病院に入れられる。

## 登場人物
デヴィッド・ダン
決して壊れない不死身の肉体と、悪を感知する能力を持つ。水が弱点。
イライジャ・プライス / ミスター・ガラス
非凡なIQと、生涯で94回骨折した壊れやすい肉体を持つ。
オードリー・ダン
デヴィッドの妻。
ジョセフ・ダン
デヴィッドの息子。

## キャスト
| 役名                 | 俳優                           | 日本語吹替                                           | 日本語吹替                        |
| 役名                 | 俳優                           | ソフト版                                             | テレビ東京版                      |
| -------------------- | ------------------------------ | ---------------------------------------------------- | --------------------------------- |
| デヴィッド・ダン     | ブルース・ウィリス             | 磯部勉                                               | 野沢那智                          |
| イライジャ・プライス | サミュエル・L・ジャクソン      | 手塚秀彰                                             | 山寺宏一                          |
| オードリー・ダン     | ロビン・ライト・ペン           | 佐藤しのぶ                                           | 相沢恵子                          |
| ジョセフ・ダン       | スペンサー・トリート・クラーク | 渡辺悠                                               | 矢島晶子                          |
| イライジャの母       | シャーレイン・ウッダード       | 一柳みる                                             | 土井美加                          |
| マシソン医師         | イーモン・ウォーカー           | 永井誠                                               | 咲野俊介                          |
| ケリー               | レスリー・ステファンソン       | 幸田夏穂                                             |                                   |
| 13歳のイライジャ     | ジョニー・ヒラム・ジェイミソン | 五十嵐優次郎                                         |                                   |
| ベビーシッター       | ミケリア・キャロル             | 増田ゆき                                             |                                   |
| 学校の看護師         | エリザベス・ローレンス         | 京田尚子                                             |                                   |
| オレンジ色の服の男   | チャンス・ケリー               | セリフなし                                           |                                   |
| デュービン医師       | マイケル・ケリー               | 坂東尚樹                                             |                                   |
| ジェンキンズ         | ジョーイ・ペリロ               | 水野龍司                                             |                                   |
| ビジネスマン         | ファードス・バンジ             | 仲野裕                                               |                                   |
| 老秘書               | サリー・パリッシュ             | 森ひろ子                                             |                                   |
| ノエル               | リチャード・E・カウンシル      | 金子由之                                             |                                   |
| リッチ               |                                | 斉藤次郎                                             |                                   |
| 記者                 |                                | 柳沢栄治                                             |                                   |
| 子供                 |                                | 高森奈緒                                             |                                   |
| ドラッグの売人       | M・ナイト・シャマラン          |                                                      |                                   |
| 日本語版制作スタッフ |                                |                                                      |                                   |
| 演出                 | 演出                           | 清水洋史                                             | 佐藤敏夫                          |
| 翻訳                 | 翻訳                           | 荒木小織                                             | 松崎広幸                          |
| 調整                 | 調整                           | 阿部直子 （オムニバス・ジャパン）                    | 阿部直子 （オムニバス・ジャパン） |
| 効果                 | 効果                           |                                                      | リレーション                      |
| 制作                 | 制作                           | 東北新社 DISNEY CHARACTER VOICES INTERNATIONAL, INC. | 東北新社                          |

- ソフト版：VHS・DVD・BD収録
- テレビ東京版：初回放送2005年11月12日『木曜洋画劇場』
  - テレビ東京版の放送素材は消失しており、現在使用可能な日本語吹替はソフト版のみとなっている[6]。

## 評価
レビュー・アグリゲーターのRotten Tomatoesでは173件のレビューで支持率は70%、平均点は6.30/10となった。Metacriticでは31件のレビューを基に加重平均値が62/100となった。
映画評論家の町山智浩は『ジャンボ・墜落/ザ・サバイバー』（1981年）とプロットが酷似していると指摘している。

## 他作品の引用
- テレタビーズ - 幼児向けのテレビシリーズ。イライジャが経営する画廊で4歳の息子のために買おうとした客に、「ここにテレタビーズは並んでいますか？」と言って追い返すシーンがある。